# Assen Najdenow

Assen Naidenow

Assen Najdenow (bulgarisch Асен Найденов; * 12. September 1899 in Warna; † 10. September 1995 in Sofia) war ein bulgarischer Dirigent.

## Leben
Najdenow wurde 1899 in Warna am Schwarzen Meer geboren. In seiner Kindheit lernte er Geige und Klavier. 1905 brachte sein Onkel einen Flügel aus Russland mit. Bereits als Schüler spielte er von 1912 bis 1914 im Stadtorchester als Geiger. 1920 studierte er in Wien Komposition bei Joseph Marx und Klavier bei Paul de Conne. 1921 ging er nach Leipzig, wo u. a. Fritz Reuter zu seinen Lehrern gehörte. Max Hochkofler unterrichtete ihn in Dirigieren.
Zurück in Bulgarien, debütierte er 1925 mit Mignon von Ambroise Thomas am Nationalen Opern- und Ballett-Theater Sofia. 1930 besuchte er Kurse bei Bruno Walter und Clemens Krauss in Salzburg. 1944 wurde er Chefdirigent in Sofia. Gastdirigate führten ihn an die Berliner Staatsoper (Mussorgskis Chowanschtschina 1958), an das Leningrader Maly-Theater (Molchanows Romeo, Julia a tma 1962/63) und an das Moskauer Bolschoi-Theater (Verdis Don Carlos 1963/64).
Najdenow war insbesondere auf die Opern Mozarts, Mussorgskis und Verdis spezialisiert.

## Auszeichnungen
- Dimitroff-Preis in Gold (1. Klasse) (1950, 1952, 1959)

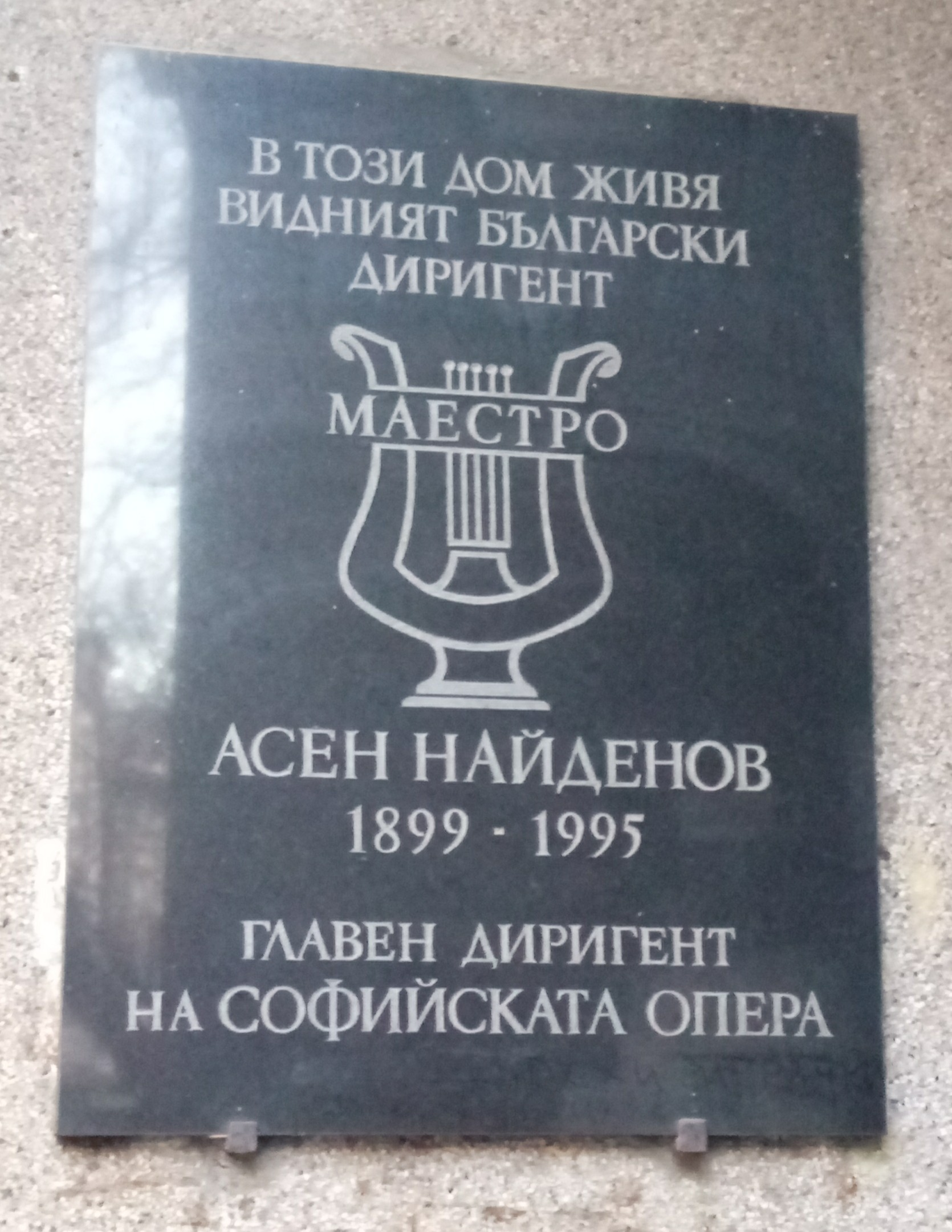
Assen Naidenow Gedenktafel in Sofia

- Assen Naidenow Gedenktafel in SofiaVolkskünstler der Volksrepublik Bulgarien (1952)
- Held der sozialistischen Arbeit (Bulgarien)
- Orden Georgi Dimitroff
- Orden „Volksrepublik Bulgarien“ I. Stufe